# Куффнер, Андреас
Андреас Куффнер (нем. Andreas Kuffner; 11 марта 1987, Фильсхофен-ан-дер-Донау, Германия) — немецкий спортсмен, Олимпийский чемпион в академической гребле (восьмёрки) 2012 года. Карьеру начал в 2002 году. Выступает за берлинский гребной клуб. Увлекается футболом, волейболом, теннисом и лыжами.